# Стадион имени Хейсли Кроуфорда
Стадион имени Хейсли Кроуфорда — спортивный стадион в Порт-оф-Спейне, Тринидад и Тобаго. Назван в честь первого олимпийского чемпиона из Тринидада и Тобаго Хейсли Кроуфорда — олимпийского чемпиона 1976 года в беге на 100 метров. Является домашней ареной для футбольных клубов «Сан-Хуан Джаблоти» и «Дефенс Форс». На стадионе проводились матчи чемпионата мира по футболу среди юношеских команд 2001 года. Сборная Тринидада и Тобаго по футболу проводит здесь домашние матчи.
Национальный стадион был официально открыт 12 июня 1982 года премьер-министром страны Джорджем Чемберсом. 30 декабря 1996 года был переименован в нынешнее название.